# Switłana Jariomka
Switłana Mykołajiwna Jariomka (ukr. Світлана Миколаївна Ярьомка, ur. 9 kwietnia 1989) – ukraińska judoczka, brązowa medalistka Igrzysk Europejskich 2015, srebrna medalistka Mistrzostw Europy 2017 i Mistrzostw Europy 2016, brązowa medalistka Mistrzostw Europy 2010, dwukrotna mistrzyni (2013, 2016) oraz dwukrotna wicemistrzyni (2006, 2012) Ukrainy.
Jej największym sukcesem na światowych igrzysk wojskowych jest srebrny medal na (Mungyeong 2015). 